# Ђовани Доменико Касини
Ђовани Доменико Касини (итал. Giovanni Domenico Cassini; Периналдо, 8. јун 1625 — Париз, 14. септембар 1712) је био француски астроном, математичар и инжењер италијанског порекла.

## Астрономија и астрологија
Од 1648. до 1669. Касини је био астроном у опсерваторији Панзано. Радио је као професор астрономије на Болоњском универзитету, а 1671. је постао управник париске опсерваторије. У потпуности је прихватио нову земљу толико да је постао познат под измењеним именом Жан-Доминик Касини.
Касинију се, заједно са Хуком, приписује откриће велике црвене пеге на Јупитеру (~ 1665). Касини је открио четири Сатурнова месеца и тамну линију дуж целог Сатурнова прстена, названу Касинијева разделница (1675). Око 1690. први је посматрао диференцијалну ротацију унутар Јупитерове атмосфере.
Касини је 1672. године послао је свог колегу Жана Ричера у Кајен у Француској Гвајани док је он сам остао у Паризу. Обојица су направила истовремена посматрања Марса те су тако пронашли његову паралаксу како би одредили његову удаљеност. Тиме су по први пут измерене стварне размере Сунчева система.
Касини је био први који је извршио успешна мерења географске дужине користивши методу коју је предложио Галилео, користивши помрачења Јупитерових сателита као референцу времена.
Фасциниран небом, у младости, његово прво занимање било је више за астрологију него за астрономију. Касније се у животу усредсредио готово искључиво само на астрономију напуштајући одбачену астрологију те постајући све више уплетен у научну револуцију и ултрарационално мишљење његова времена. Док је био млад читао је о астрологији, а ускоро је постао јако упућен у њу. Доста зачуђујуће, али управо је његово широко знање о астрологији омогућило његово прво именовање за астронома.
Маркиз Корнелио Малвасија, који је био болоњски сенатор са великим занимањем за астрологију, позвао је 1644. године Касинија у Болоњу и понудио му место у опсерваторији Панзано коју је градио у то време. Већина њихова времена потрошена је на рачунање нових, бољих и поузданијих ефемерида у астролошке сврхе користивши брзо напредујуће астрономске методе и оруђа тога времена.
Касини је 1669. године отишао у Француску где је уз подршку Луја XIV помогао основати париску опсерваторију коју је отворио 1671. Остао је њен управник до своје смрти 1712. У Француској је Касини радио на двору 41 годину као астроном и астролог Луја XIV („Краљ Сунце“), обављајући очекивану двоструку улогу још увек усресредивши више времена на астрономију него на астрологију.

## Инжењерство
Касини је као инжењер радио за папу Клемента IX на раду око неких утврђења и наводњавања реке По.